# Сатурн (премия, 2003)
29-я церемония вручения наград премии «Сатурн» за заслуги в области фантастики, фэнтези и фильмов ужасов за 2002 год состоялась 18 мая 2003 года.

## Победители и номинанты
Победители указаны первыми, выделены жирным шрифтом и  отдельным цветом. 

### Кино-награды
| Категории                                        | Лауреаты и номинанты                                                                          | Лауреаты и номинанты                                                                          |
| ------------------------------------------------ | --------------------------------------------------------------------------------------------- | --------------------------------------------------------------------------------------------- |
| Лучший научно-фантастический фильм               | • Особое мнение / Minority Report                                                             | • Особое мнение / Minority Report                                                             |
| Лучший научно-фантастический фильм               | • Люди в чёрном 2 / Men in Black II                                                           |                                                                                               |
| Лучший научно-фантастический фильм               | • Знаки / Signs                                                                               |                                                                                               |
| Лучший научно-фантастический фильм               | • Солярис / Solaris                                                                           |                                                                                               |
| Лучший научно-фантастический фильм               | • Звёздный путь: Возмездие / Star Trek: Nemesis                                               |                                                                                               |
| Лучший научно-фантастический фильм               | • Звёздные войны. Эпизод II: Атака клонов / Star Wars Episode II: Attack of the Clones        |                                                                                               |
| Лучший фильм-фэнтези                             | • Властелин колец: Две крепости / The Lord of the Rings: The Two Towers                       | • Властелин колец: Две крепости / The Lord of the Rings: The Two Towers                       |
| Лучший фильм-фэнтези                             | • Гарри Поттер и Тайная комната / Harry Potter and the Chamber of Secrets                     |                                                                                               |
| Лучший фильм-фэнтези                             | • Власть огня / Reign of Fire                                                                 |                                                                                               |
| Лучший фильм-фэнтези                             | • Санта-Клаус 2 / The Santa Clause 2                                                          |                                                                                               |
| Лучший фильм-фэнтези                             | • Царь скорпионов / The Scorpion King                                                         |                                                                                               |
| Лучший фильм-фэнтези                             | • Человек-паук / Spider-Man                                                                   |                                                                                               |
| Лучший фильм ужасов                              | • Звонок / The Ring                                                                           | • Звонок / The Ring                                                                           |
| Лучший фильм ужасов                              | • Блэйд 2 / Blade II                                                                          |                                                                                               |
| Лучший фильм ужасов                              | • Атака пауков / Eight Legged Freaks                                                          |                                                                                               |
| Лучший фильм ужасов                              | • Порок / Frailty                                                                             |                                                                                               |
| Лучший фильм ужасов                              | • Королева проклятых / Queen of the Damned                                                    |                                                                                               |
| Лучший фильм ужасов                              | • Обитель зла / Resident Evil                                                                 |                                                                                               |
| Лучший приключенческий фильм, боевик или триллер | • Проклятый путь / Road to Perdition                                                          | • Проклятый путь / Road to Perdition                                                          |
| Лучший приключенческий фильм, боевик или триллер | • Идентификация Борна / The Bourne Identity                                                   |                                                                                               |
| Лучший приключенческий фильм, боевик или триллер | • Умри, но не сейчас / Die Another Day                                                        |                                                                                               |
| Лучший приключенческий фильм, боевик или триллер | • Фото за час / One Hour Photo                                                                |                                                                                               |
| Лучший приключенческий фильм, боевик или триллер | • Красный дракон / Red Dragon                                                                 |                                                                                               |
| Лучший приключенческий фильм, боевик или триллер | • Три икса / xXx                                                                              |                                                                                               |
| Лучший полнометражный мультфильм                 | • Унесённые призраками / 千と千尋の神隠し (Sen to Chihiro no kamikakushi)                     | • Унесённые призраками / 千と千尋の神隠し (Sen to Chihiro no kamikakushi)                     |
| Лучший полнометражный мультфильм                 | • Ледниковый период / Ice Age                                                                 |                                                                                               |
| Лучший полнометражный мультфильм                 | • Лило и Стич / Lilo & Stitch                                                                 |                                                                                               |
| Лучший полнометражный мультфильм                 | • Планета сокровищ / Treasure Planet                                                          |                                                                                               |
| Лучший киноактёр                                 | Робин Уильямс                                                                                 | • Робин Уильямс — «Фото за час» (за роль Сеймура Пэрриша)                                     |
| Лучший киноактёр                                 | Робин Уильямс                                                                                 | • Пирс Броснан — «Умри, но не сейчас» (за роль Джеймса Бонда)                                 |
| Лучший киноактёр                                 | Робин Уильямс                                                                                 | • Вигго Мортенсен — «Властелин колец: Две крепости» (за роль Арагорна)                        |
| Лучший киноактёр                                 | Робин Уильямс                                                                                 | • Том Круз — «Особое мнение» (за роль Джона Андертона)                                        |
| Лучший киноактёр                                 | Робин Уильямс                                                                                 | • Джордж Клуни — «Солярис» (за роль Криса Кельвина)                                           |
| Лучший киноактёр                                 | Робин Уильямс                                                                                 | • Тоби Магуайр — «Человек-паук» (за роль Питера Паркера / Человека-паука)                     |
| Лучшая киноактриса                               | Наоми Уоттс                                                                                   | • Наоми Уоттс — «Звонок» (за роль Рэйчел Келлер)                                              |
| Лучшая киноактриса                               | Наоми Уоттс                                                                                   | • Джоди Фостер — «Комната страха» (за роль Мэг Олтман)                                        |
| Лучшая киноактриса                               | Наоми Уоттс                                                                                   | • Милла Йовович — «Обитель зла» (за роль Элис)                                                |
| Лучшая киноактриса                               | Наоми Уоттс                                                                                   | • Наташа Макэлхон — «Солярис» (за роль Реи)                                                   |
| Лучшая киноактриса                               | Наоми Уоттс                                                                                   | • Кирстен Данст — «Человек-паук» (за роль Мэри Джейн Уотсон)                                  |
| Лучшая киноактриса                               | Наоми Уоттс                                                                                   | • Натали Портман — «Звёздные войны. Эпизод II: Атака клонов» (за роль сенатора Падме Амидалы) |
| Лучший киноактёр второго плана                   | Энди Серкис                                                                                   | • Энди Серкис — «Властелин колец: Две крепости» (за роль Голлума)                             |
| Лучший киноактёр второго плана                   | Энди Серкис                                                                                   | • Тоби Стивенс — «Умри, но не сейчас» (за роль Густава Грейвза)                               |
| Лучший киноактёр второго плана                   | Энди Серкис                                                                                   | • Робин Уильямс — «Бессонница» (за роль Уолтера Финча)                                        |
| Лучший киноактёр второго плана                   | Энди Серкис                                                                                   | • Макс фон Сюдов — «Особое мнение» (за роль Ламара Бёрджеса)                                  |
| Лучший киноактёр второго плана                   | Энди Серкис                                                                                   | • Рэйф Файнс — «Красный дракон» (за роль Френсиса Долархайда)                                 |
| Лучший киноактёр второго плана                   | Энди Серкис                                                                                   | • Том Харди — «Звёздный путь: Возмездие» (за роль Претора Шинзона)                            |
| Лучшая киноактриса второго плана                 | Саманта Мортон                                                                                | • Саманта Мортон — «Особое мнение» (за роль Агаты)                                            |
| Лучшая киноактриса второго плана                 | Саманта Мортон                                                                                | • Хэлли Берри — «Умри, но не сейчас» (за роль Джиакинты «Джинкс» Джонсон)                     |
| Лучшая киноактриса второго плана                 | Саманта Мортон                                                                                | • Конни Нильсен — «Фото за час» (за роль Нины Йоркин)                                         |
| Лучшая киноактриса второго плана                 | Саманта Мортон                                                                                | • Эмили Уотсон — «Красный дракон» (за роль Рибы МакКлейн)                                     |
| Лучшая киноактриса второго плана                 | Саманта Мортон                                                                                | • Рэйчел Робертс — «Симона» (за роль Симоны)                                                  |
| Лучшая киноактриса второго плана                 | Саманта Мортон                                                                                | • Сисси Спэйсек — «Бессмертные» (за роль Мэй Так)                                             |
| Лучший молодой актёр или актриса                 | Тайлер Хёхлин                                                                                 | • Тайлер Хеклин — «Проклятый путь» (за роль Майкла Салливана, младшего)                       |
| Лучший молодой актёр или актриса                 | Тайлер Хёхлин                                                                                 | • Джереми Самптер — «Порок» (за роль Адама Мейкса (в юности))                                 |
| Лучший молодой актёр или актриса                 | Тайлер Хёхлин                                                                                 | • Дэниел Рэдклифф — «Гарри Поттер и Тайная комната» (за роль Гарри Поттера)                   |
| Лучший молодой актёр или актриса                 | Тайлер Хёхлин                                                                                 | • Элайджа Вуд — «Властелин колец: Две крепости» (за роль Фродо Бэггинса)                      |
| Лучший молодой актёр или актриса                 | Тайлер Хёхлин                                                                                 | • Хейден Кристенсен — «Звёздные войны. Эпизод II: Атака клонов» (за роль Энакина Скайуокера)  |
| Лучший молодой актёр или актриса                 | Тайлер Хёхлин                                                                                 | • Алексис Бледел — «Бессмертные» (за роль Уинни Фостер)                                       |
| Лучший режиссёр                                  | Стивен Спилберг                                                                               | • Стивен Спилберг за фильм «Особое мнение»                                                    |
| Лучший режиссёр                                  | Стивен Спилберг                                                                               | • Билл Пэкстон — «Порок»                                                                      |
| Лучший режиссёр                                  | Стивен Спилберг                                                                               | • Крис Коламбус — «Гарри Поттер и Тайная комната»                                             |
| Лучший режиссёр                                  | Стивен Спилберг                                                                               | • Питер Джексон — «Властелин колец: Две крепости»                                             |
| Лучший режиссёр                                  | Стивен Спилберг                                                                               | • Сэм Рэйми — «Человек-паук»                                                                  |
| Лучший режиссёр                                  | Стивен Спилберг                                                                               | • Джордж Лукас — «Звёздные войны. Эпизод II: Атака клонов»                                    |
| Лучший сценарий                                  | • Скотт Фрэнк и Джон Коэн — «Особое мнение»                                                   | • Скотт Фрэнк и Джон Коэн — «Особое мнение»                                                   |
| Лучший сценарий                                  | • Брент Хэнли — «Порок»                                                                       |                                                                                               |
| Лучший сценарий                                  | • Хиллари Сайц — «Бессонница»                                                                 |                                                                                               |
| Лучший сценарий                                  | • Фрэн Уолш, Филиппа Бойенс, Стивен Синклер, Питер Джексон — «Властелин колец: Две крепости»  |                                                                                               |
| Лучший сценарий                                  | • Марк Романек — «Фото за час»                                                                |                                                                                               |
| Лучший сценарий                                  | • Хаяо Миядзаки, Синди Дэвис Хьюитт, Дональд Х. Хьюитт — «Унесённые призраками»               |                                                                                               |
| Лучшая музыка                                    | Дэнни Эльфман                                                                                 | • Дэнни Эльфман — «Человек-паук»                                                              |
| Лучшая музыка                                    | Дэнни Эльфман                                                                                 | • Говард Шор — «Властелин колец: Две крепости»                                                |
| Лучшая музыка                                    | Дэнни Эльфман                                                                                 | • Джон Уильямс — «Особое мнение»                                                              |
| Лучшая музыка                                    | Дэнни Эльфман                                                                                 | • Райнхольд Хайль, Джонни Клаймек — «Фото за час»                                             |
| Лучшая музыка                                    | Дэнни Эльфман                                                                                 | • Дзё Хисаиси — «Унесённые призраками»                                                        |
| Лучшая музыка                                    | Дэнни Эльфман                                                                                 | • Джон Уильямс — «Звёздные войны. Эпизод II: Атака клонов»                                    |
| Лучшие костюмы                                   |                                                                                               | • Найла Диксон и Ричард Тейлор — «Властелин колец: Две крепости»                              |
| Лучшие костюмы                                   | • Триша Биггар — «Звёздные войны. Эпизод II: Атака клонов»                                    |                                                                                               |
| Лучшие костюмы                                   | • Дина Аппель — «Остин Пауэрс: Голдмембер»                                                    |                                                                                               |
| Лучшие костюмы                                   | • Линди Хемминг — «Гарри Поттер и Тайная комната»                                             |                                                                                               |
| Лучшие костюмы                                   | • Дебора Линн Скотт — «Особое мнение»                                                         |                                                                                               |
| Лучшие костюмы                                   | • Боб Рингвуд — «Звёздный путь: Возмездие»                                                    |                                                                                               |
| Лучший грим                                      | • Питер Оуэн, Питер Кинг — «Властелин колец: Две крепости»                                    | • Питер Оуэн, Питер Кинг — «Властелин колец: Две крепости»                                    |
| Лучший грим                                      | • Мишель Тейлор, Gary Matanky, Боб Ньютон, Марк Боули — «Блэйд 2»                             |                                                                                               |
| Лучший грим                                      | • Ник Дадмэн, Аманда Найт — «Гарри Поттер и Тайная комната»                                   |                                                                                               |
| Лучший грим                                      | • Мишель Бёрк, Камилль Кэлвет (Knb Effects Group, Inc.) — «Особое мнение»                     |                                                                                               |
| Лучший грим                                      | • Рик Бейкер, Jean Ann Black, Билл Старджон — «Звонок»                                        |                                                                                               |
| Лучший грим                                      | • Майкл Вестмор — «Звёздный путь: Возмездие»                                                  |                                                                                               |
| Лучшие спецэффекты                               | • Роб Коулмэн, Пабло Хелман, Джон Нолл, Бен Сноу — «Звёздные войны. Эпизод II: Атака клонов»  | • Роб Коулмэн, Пабло Хелман, Джон Нолл, Бен Сноу — «Звёздные войны. Эпизод II: Атака клонов»  |
| Лучшие спецэффекты                               | • Джим Митчелл, Ник Дэвис, Джон Ричардсон, Билл Джордж — «Гарри Поттер и Тайная комната»      |                                                                                               |
| Лучшие спецэффекты                               | • Джим Ригель, Джо Леттери, Рэндолл Уильям Кук, Алекс Функе — «Властелин колец: Две крепости» |                                                                                               |
| Лучшие спецэффекты                               | • Скотт Фаррар, Генри ЛаБоунта, Майкл Лантьери, Натан МакГиннесс — «Особое мнение»            |                                                                                               |
| Лучшие спецэффекты                               | • Джон Дайкстра, Скотт Стокдик, Энтони ЛаМолинара, Джон Фрэзиер — «Человек-паук»              |                                                                                               |
| Лучшие спецэффекты                               | • Джоэл Хайнек, Мэттью Э. Батлер, Шон Эндрю Фейден, Джон Фрэзиер — «Три икса»                 |                                                                                               |

### Телевизионные награды
| Категории                                               | Лауреаты и номинанты                                          | Лауреаты и номинанты                                                                   |
| ------------------------------------------------------- | ------------------------------------------------------------- | -------------------------------------------------------------------------------------- |
| Лучший телесериал, сделанный для эфирного телевидения   | • Шпионка / Alias                                             | • Шпионка / Alias                                                                      |
| Лучший телесериал, сделанный для эфирного телевидения   | • Ангел / Angel                                               |                                                                                        |
| Лучший телесериал, сделанный для эфирного телевидения   | • Баффи — истребительница вампиров / Buffy the Vampire Slayer |                                                                                        |
| Лучший телесериал, сделанный для эфирного телевидения   | • Звёздный путь: Энтерпрайз / Star Trek: Enterprise           |                                                                                        |
| Лучший телесериал, сделанный для эфирного телевидения   | • Тайны Смолвилля / Smallville                                |                                                                                        |
| Лучший телесериал, сделанный для эфирного телевидения   | • Сумеречная зона / The Twilight Zone                         |                                                                                        |
| Лучший телесериал, сделанный для кабельного телевидения | • На краю Вселенной / Farscape                                | • На краю Вселенной / Farscape                                                         |
| Лучший телесериал, сделанный для кабельного телевидения | • Андромеда / Andromeda                                       |                                                                                        |
| Лучший телесериал, сделанный для кабельного телевидения | • Мёртвая зона / The Dead Zone                                |                                                                                        |
| Лучший телесериал, сделанный для кабельного телевидения | • Иеремия / Jeremiah                                          |                                                                                        |
| Лучший телесериал, сделанный для кабельного телевидения | • Мутанты Икс / Mutant X                                      |                                                                                        |
| Лучший телесериал, сделанный для кабельного телевидения | • Звёздные врата: SG-1 / Stargate SG-1                        |                                                                                        |
| Лучшая телепостановка                                   | • Похищенные / Taken                                          | • Похищенные / Taken                                                                   |
| Лучшая телепостановка                                   | • Динотопия / Dinotopia                                       |                                                                                        |
| Лучшая телепостановка                                   | • Особняк «Красная роза» / Rose Red                           |                                                                                        |
| Лучшая телепостановка                                   | • Кэрри / Carrie                                              |                                                                                        |
| Лучшая телепостановка                                   | • Резец небесный / Lathe of Heaven                            |                                                                                        |
| Лучшая телепостановка                                   | • Снежная королева / Snow Queen                               |                                                                                        |
| Лучший телеактёр                                        | Дэвид Борианаз                                                | • Дэвид Борианаз — «Ангел» (за роль Ангела)                                            |
| Лучший телеактёр                                        | Дэвид Борианаз                                                | • Энтони Майкл Холл — «Мёртвая зона» (за роль Джонни Смита)                            |
| Лучший телеактёр                                        | Дэвид Борианаз                                                | • Скотт Бакула — «Звёздный путь: Энтерпрайз» (за роль капитана Джонатана Арчера)       |
| Лучший телеактёр                                        | Дэвид Борианаз                                                | • Бен Браудер — «На краю Вселенной» (за роль Джона Крайтона)                           |
| Лучший телеактёр                                        | Дэвид Борианаз                                                | • Том Уэллинг — «Тайны Смолвилля» (за роль Кларка Кента)                               |
| Лучший телеактёр                                        | Дэвид Борианаз                                                | • Ричард Дин Андерсон — «Звёздные врата: SG-1» (за роль полковника Джека О’Нилла)      |
| Лучшая телеактриса                                      | Дженнифер Гарнер                                              | • Дженнифер Гарнер — «Шпионка» (за роль Сидни Бристоу)                                 |
| Лучшая телеактриса                                      | Дженнифер Гарнер                                              | • Каризма Карпентер — «Ангел» (за роль Корделии Чейз)                                  |
| Лучшая телеактриса                                      | Дженнифер Гарнер                                              | • Сара Мишель Геллар — «Баффи — истребительница вампиров» (за роль Баффи Саммерс)      |
| Лучшая телеактриса                                      | Дженнифер Гарнер                                              | • Клаудия Блэк — «На краю Вселенной» (за роль Айрин Сун)                               |
| Лучшая телеактриса                                      | Дженнифер Гарнер                                              | • Кристин Кройк — «Тайны Смолвилля» (за роль Ланы Лэнг)                                |
| Лучшая телеактриса                                      | Дженнифер Гарнер                                              | • Эмили Бергл — «Похищенные» (за роль Лизы Кларк)                                      |
| Лучший телеактёр второго плана                          | Виктор Гарбер                                                 | • Виктор Гарбер — «Шпионка» (за роль Джека Бристоу)                                    |
| Лучший телеактёр второго плана                          | Виктор Гарбер                                                 | • Алексис Денисоф — «Ангел» (за роль Уэсли Уиндем-Прайса)                              |
| Лучший телеактёр второго плана                          | Виктор Гарбер                                                 | • Джеймс Марстерс — «Баффи — истребительница вампиров» (за роль Спайка)                |
| Лучший телеактёр второго плана                          | Виктор Гарбер                                                 | • Коннор Триннир — «Звёздный путь: Энтерпрайз» (за роль коммандера Чарльза Такера III) |
| Лучший телеактёр второго плана                          | Виктор Гарбер                                                 | • Джон Гловер — «Тайны Смолвилля» (за роль Лайонела Лютора)                            |
| Лучший телеактёр второго плана                          | Виктор Гарбер                                                 | • Майкл Розенбаум — «Тайны Смолвилля» (за роль Лекса Лютора)                           |
| Лучшая телеактриса второго плана                        | Элисон Ханниган                                               | • Элисон Ханниган — «Баффи — истребительница вампиров» (за роль Уиллоу Розенберг)      |
| Лучшая телеактриса второго плана                        | Элисон Ханниган                                               | • Эми Экер — «Ангел» (за роль Уинифред «Фрэд» Бёркл)                                   |
| Лучшая телеактриса второго плана                        | Элисон Ханниган                                               | • Мишель Трахтенберг — «Баффи — истребительница вампиров» (за роль Дон Саммерс)        |
| Лучшая телеактриса второго плана                        | Элисон Ханниган                                               | • Джолин Блэлок — «Звёздный путь: Энтерпрайз» (за роль субкоммандера Т’Пол)            |
| Лучшая телеактриса второго плана                        | Элисон Ханниган                                               | • Хэзер Донахью — «Похищенные» (за роль Мэри Кроуфорд)                                 |
| Лучшая телеактриса второго плана                        | Элисон Ханниган                                               | • Дакота Фэннинг — «Похищенные» (за роль Элли Кейс)                                    |

### DVD
| Категории                               | Лауреаты и номинанты                                                                   |
| --------------------------------------- | -------------------------------------------------------------------------------------- |
| Лучшее DVD-издание фильма               | • Псы-воины / Dog Soldiers                                                             |
| Лучшее DVD-издание фильма               | • Дагон / Dagon                                                                        |
| Лучшее DVD-издание фильма               | • Горбун из Нотр-Дама II / The Hunchback of Notre Dame II                              |
| Лучшее DVD-издание фильма               | • Метрополис / メトロポリス (Metoroporisu)                                             |
| Лучшее DVD-издание фильма               | • Хранитель моего брата / My Brother’s Keeper                                          |
| Лучшее DVD-издание фильма               | • Вампиры 2: День мёртвых / Vampires: Los Muertos                                      |
| Лучшее специальное DVD-издание          | • Властелин колец: Братство Кольца (специальная расширенная версия)                    |
| Лучшее специальное DVD-издание          | • Искусственный разум / Artificial Intelligence: AI                                    |
| Лучшее специальное DVD-издание          | • Помни / Memento                                                                      |
| Лучшее специальное DVD-издание          | • Особое мнение / Minority Report                                                      |
| Лучшее специальное DVD-издание          | • Корпорация монстров / Monsters, Inc.                                                 |
| Лучшее специальное DVD-издание          | • Звёздные войны. Эпизод II: Атака клонов / Star Wars Episode II: Attack of the Clones |
| Лучшее DVD-издание классического фильма | • Инопланетянин (for the Ultimate Gift Set) / E.T.: The Extra-Terrestrial (1982)       |
| Лучшее DVD-издание классического фильма | • Назад в будущее (части: I, II, III) / Back to the Future (1985) (1989) (1990)        |
| Лучшее DVD-издание классического фильма | • Красавица и Чудовище (специальное издание) / Beauty and the Beast (1991)             |
| Лучшее DVD-издание классического фильма | • Большие гонки / The Great Race (1965)                                                |
| Лучшее DVD-издание классического фильма | • Почти полная тьма / Near Dark (1987)                                                 |
| Лучшее DVD-издание классического фильма | • Звёздный путь 2: Гнев Хана / Star Trek: The Wrath of Khan (1982)                     |
| Лучшее DVD-издание телесериала          | • Звёздный путь: Следующее поколение (сезоны: 1-7) / Star Trek: The Next Generation    |
| Лучшее DVD-издание телесериала          | • Вавилон-5 (первый сезон) / Babylon 5                                                 |
| Лучшее DVD-издание телесериала          | • Баффи — истребительница вампиров (сезоны: 1, 2) / Buffy the Vampire Slayer           |
| Лучшее DVD-издание телесериала          | • Горец (первый сезон) / Highlander                                                    |
| Лучшее DVD-издание телесериала          | • За гранью возможного (сериал 1963—1965) / The Outer Limits                           |
| Лучшее DVD-издание телесериала          | • Секретные материалы (сезоны 5, 6) / The X Files                                      |

### Специальные награды
| Cinescape Genre Face of the Future Award | Cinescape Genre Face of the Future Award | Cinescape Genre Face of the Future Award                                   |
| ---------------------------------------- | ---------------------------------------- | -------------------------------------------------------------------------- |
| Male                                     | Нейтан Филлион                           | • Нейтан Филлион — «Светлячок»                                             |
| Male                                     | Нейтан Филлион                           | • Шон Эшмор — «Люди Икс 2»                                                 |
| Male                                     | Нейтан Филлион                           | • Эрик Бальфур — «Техасская резня бензопилой», «Veritas: В поисках истины» |
| Male                                     | Нейтан Филлион                           | • Эрик Бана — «Халк»                                                       |
| Male                                     | Нейтан Филлион                           | • Шейн Уэст — «Лига выдающихся джентльменов»                               |
| Female                                   | Эмма Коулфилд                            | • Эмма Коулфилд — «Темнота наступает», «Баффи — истребительница вампиров»  |
| Female                                   | Эмма Коулфилд                            | • Сара Уайнтер — «24 часа», «6-й день»                                     |
| Female                                   | Эмма Коулфилд                            | • Розамунд Пайк — «Умри, но не сейчас»                                     |
| Female                                   | Эмма Коулфилд                            | • Моника Беллуччи — «Матрица: Перезагрузка», «Матрица: Революция»          |
| Female                                   | Эмма Коулфилд                            | • Кристанна Локен — «Терминатор 3: Восстание машин»                        |

| Специальная награда (Special Award)         | Специальная награда (Special Award) |
| ------------------------------------------- | --- |
| Харви Вайнштейн                             | • Боб Вайнштейн и Харви Вайнштейн — This dynamic duo took the independent filmmaking world to new heights by starting one of the most successful companies in show business — Miramax Films. Their films are often considered of the highest order and garner both critical and public praise. They created a separate company devoted solely to genre films, Dimension Films. Among their successful releases are the Scream trilogy, Spy Kids 1 & 2 and From Dusk Till Dawn. They are truly deserving of this special honor. |
| Filmmaker’s Showcase Award                  | |
| Билл Пэкстон                                | • Билл Пэкстон — Bill Paxton is one of the most respected actors working today. Following a long string of successful performances, Bill has stepped behind the camera and proven his skill as a director. His directorial debut, Frailty, showed a keen sense of style and a powerful grasp of storytelling which puts him in the ranks of top directors working today. We feel compelled to acknowledge this masterful work.                                                                                                 |
| За достижения в карьере (Life Career Award) | |
|                                             | • Сид Кроффт и Марти Кроффт — The creative minds behind some of the most imaginative and beloved fantasy shows on TV. Some of these classics children’s programs include: H.R. Pufnstuf, Зигмунд и морские монстры, Земля исчезнувших and the recent remake of the show Family Affair. |
| Курт Рассел                                 | • Курт Рассел — This versatile actor’s first claim to fame was in several fantasy/comedies for the Walt Disney Studios. He collaborated with genre filmmaker John Carpenter to create some of the most memorable and unique roles ever to grace the silver screen. Some of those films include: Escape from New York, The Thing and Big Trouble in Little China. |
| Президентская премия (President’s Award)    | |
| Джеймс Кэмерон                              | • Джеймс Кэмерон — The Oscar-winning filmmaker and auteur that helped develop the face of modern genre filmmaking. His classic works include: The Terminator, The Abyss, Aliens, Terminator 2: Judgment Day and producer of the recent film Solaris. He took mainstream film by storm with his monumental blockbuster Titanic, which is the all-time box office champ. Mr. Cameron receives this award in recognition of his continued devotion to quality filmmaking much in the spirit of our founder Dr. Donald A. Reed.    |